# Williams FW29
 Williams FW29  je vůz formule 1 týmu AT&T Williams, který se účastní mistrovství světa formule 1 v roce 2007.

## Popis
Williams FW29 má dlouhý a poměrně hluboko se svažující nos, který z vozu děla esteticky vyvedený model. Ve srovnání se svým předchůdcem má FW29 má širší přídavné profily na předním křídle, také bočnice doznaly změn, dále se výrazně snížila kapotáž motoru. Vylepšený je výfukový systém, který v sezoně 2006 nejčastěji tým potrápil. Vstupní otvor nad hlavou pilota se zúžil a snížil, což zlepšuje aerodynamickou účinnost vozu. Základní prvky pocházejí z loňského modelu s nulovým kýlem a vůz prošel jen jakousi evolucí. Největší změnou je tak nová pohonná jednotka od Toyoty a to ve stejné specifikaci jako japonský tovární tým. Tým připravil dva typy zadní části karotáže včetně zadního křídla, pro technické a rychle okruhy

## Technická data
- Délka: 4500 mm
- Šířka: 1800 mm
- Výška: 950 mm
- Váha: 605 kg (včetně pilota, vody a oleje)
- Rozchod kol vpředu: 1460 mm
- Rozchod kol vzadu: 1425 mm
- Rozvor: 3100 mm
- Převodovka: Williams 7stupňová poloautomatická sekvenční s elektronickou kontrolou.
- Brzdy: Alcon
- Motor: Toyota V8 RVX-07 – 90°
  - V8 90°
  - Objem: 2.400 cm³
  - Výkon: 740cv/19000 otáček
  - Ventily: 32
  - Mazivo: Petrobras
  - Palivo: Petrobras
- Pneumatiky: Bridgestone

## Kompletní výsledky ve formuli 1
| Legenda k tabulce | Legenda k tabulce                                                                       |
| Barva             | Výsledek                                                                                |
| ----------------- | --------------------------------------------------------------------------------------- |
| Zlatá             | Vítěz                                                                                   |
| Stříbrná          | 2. místo                                                                                |
| Bronzová          | 3. místo                                                                                |
| Zelená            | Bodované umístění                                                                       |
| Modrá             | Nebodované umístění                                                                     |
| Modrá             | Dokončil neklasifikován (NC)                                                            |
| Fialová           | Odstoupil (Ret)                                                                         |
| Červená           | Nekvalifikoval se (DNQ)                                                                 |
| Červená           | Nepředkvalifikoval se (DNPQ)                                                            |
| Černá             | Diskvalifikován (DSQ)                                                                   |
| Bílá              | Nestartoval (DNS)                                                                       |
| Bílá              | Závod zrušen (C)                                                                        |
| Světle modrá      | Pouze trénoval (PO)                                                                     |
| Světle modrá      | Páteční testovací jezdec (TD)                                                           |
| Bez barvy         | Netrénoval (DNP)                                                                        |
| Bez barvy         | Vyřazen (EX)                                                                            |
| Bez barvy         | Nepřijel (DNA)                                                                          |
| Bez barvy         | Odvolal účast (WD)                                                                      |
| Bez barvy         | Nezúčastnil se (prázdné)                                                                |
| Označení          | Význam                                                                                  |
| Tučnost           | Pole position                                                                           |
| Kurzíva           | Nejrychlejší kolo                                                                       |
| †                 | Jezdec nedojel do cíle, ale byl klasifikován, protože odjel více než 90 % délky závodu. |
| ‡                 | Byl udělován poloviční počet bodů, protože bylo odjeto méně než 75 % délky závodu.      |
| Horní index       | Umístění bodujících jezdců ve sprintu                                                   |

| Rok  | Šasi          | Motor         | Pneu | Jezdci           | 1   | 2   | 3   | 4   | 5   | 6   | 7   | 8   | 9   | 10  | 11  | 12  | 13  | 14  | 15  | 16  | 17  | Body | Umístění |
| ---- | ------------- | ------------- | ---- | ---------------- | --- | --- | --- | --- | --- | --- | --- | --- | --- | --- | --- | --- | --- | --- | --- | --- | --- | ---- | -------- |
| 2007 | Williams FW29 | Toyota RVX-07 | B    |                  | AUS | MAL | BHR | ŠPA | MON | KAN | USA | FRA | GBR | EUR | MAĎ | TUR | ITA | BEL | JPN | ČÍN | BRA | 28   | 4.       |
| 2007 | Williams FW29 | Toyota RVX-07 | B    | Nico Rosberg     | 7   | Ret | 10  | 6   | 12  | 10  | 16  | 9   | 12  | Ret | 7   | 7   | 6   | 6   | Ret | 16  |     | 28   | 4.       |
| 2007 | Williams FW29 | Toyota RVX-07 | B    | Alexander Wurz   | Ret | 9   | 11  | Ret | 7   | 3   | 10  | 14  | 13  | 4   | 14  | 11  | 13  | Ret | Ret | 12  |     | 28   | 4.       |
| 2007 | Williams FW29 | Toyota RVX-07 | B    | Kazuki Nakadžima | TD  | TD  |     |     |     |     |     |     |     |     |     |     |     |     |     | TD  |     | 28   | 4.       |

*Sezona v průběhu.

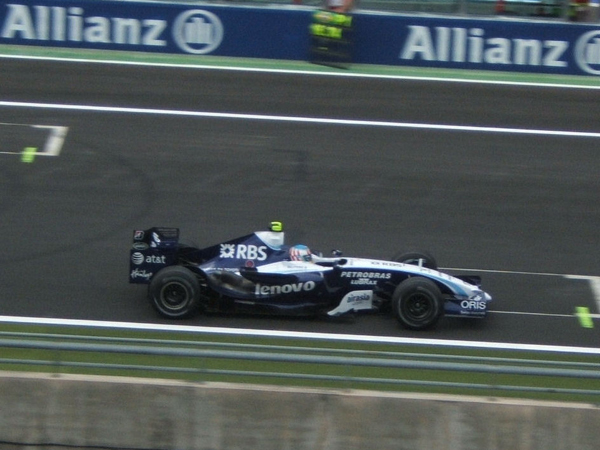
Alex Wurz s vozem Williams FW29.
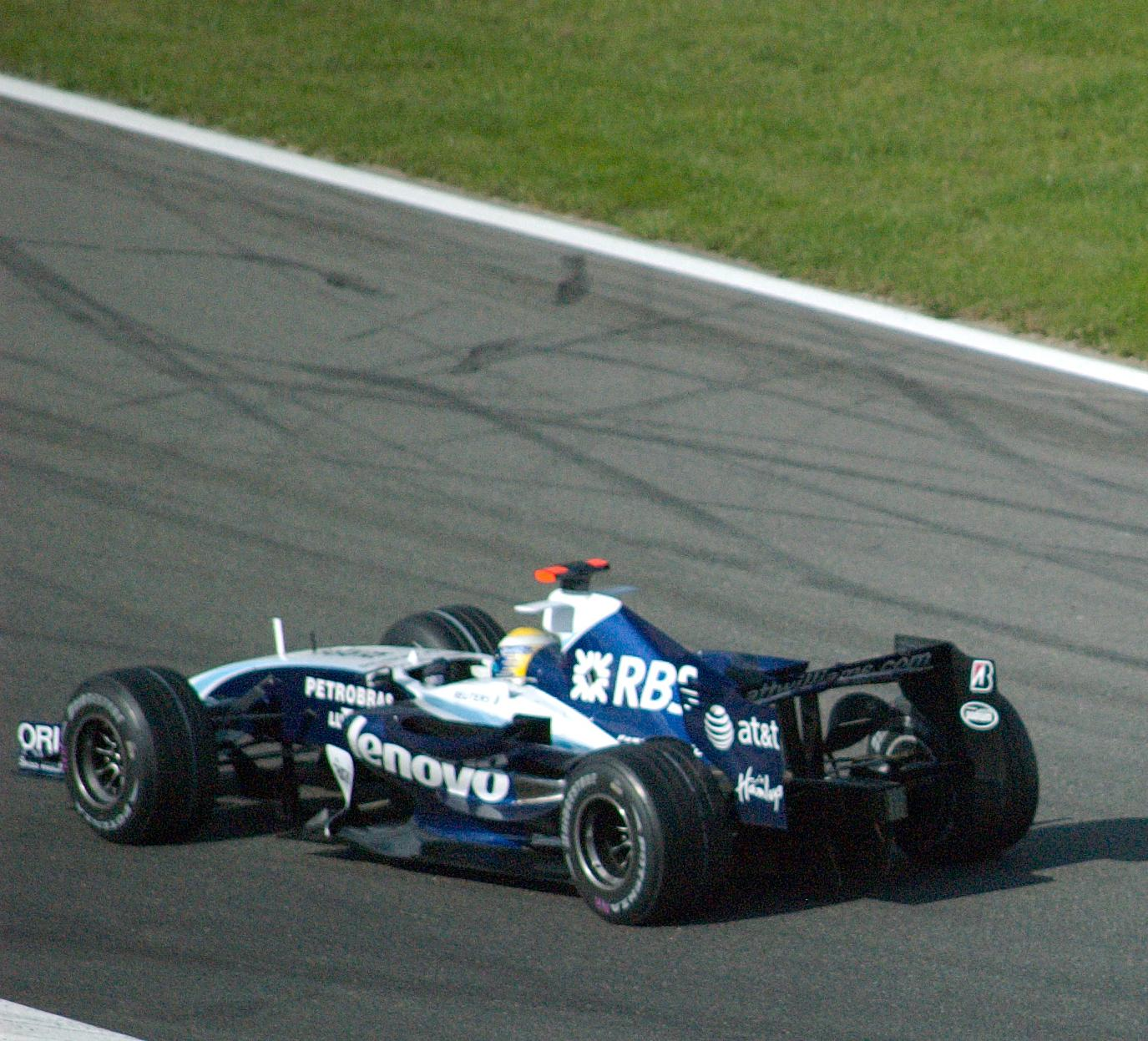
Nico Rosberg při Grand Prix Belgie.
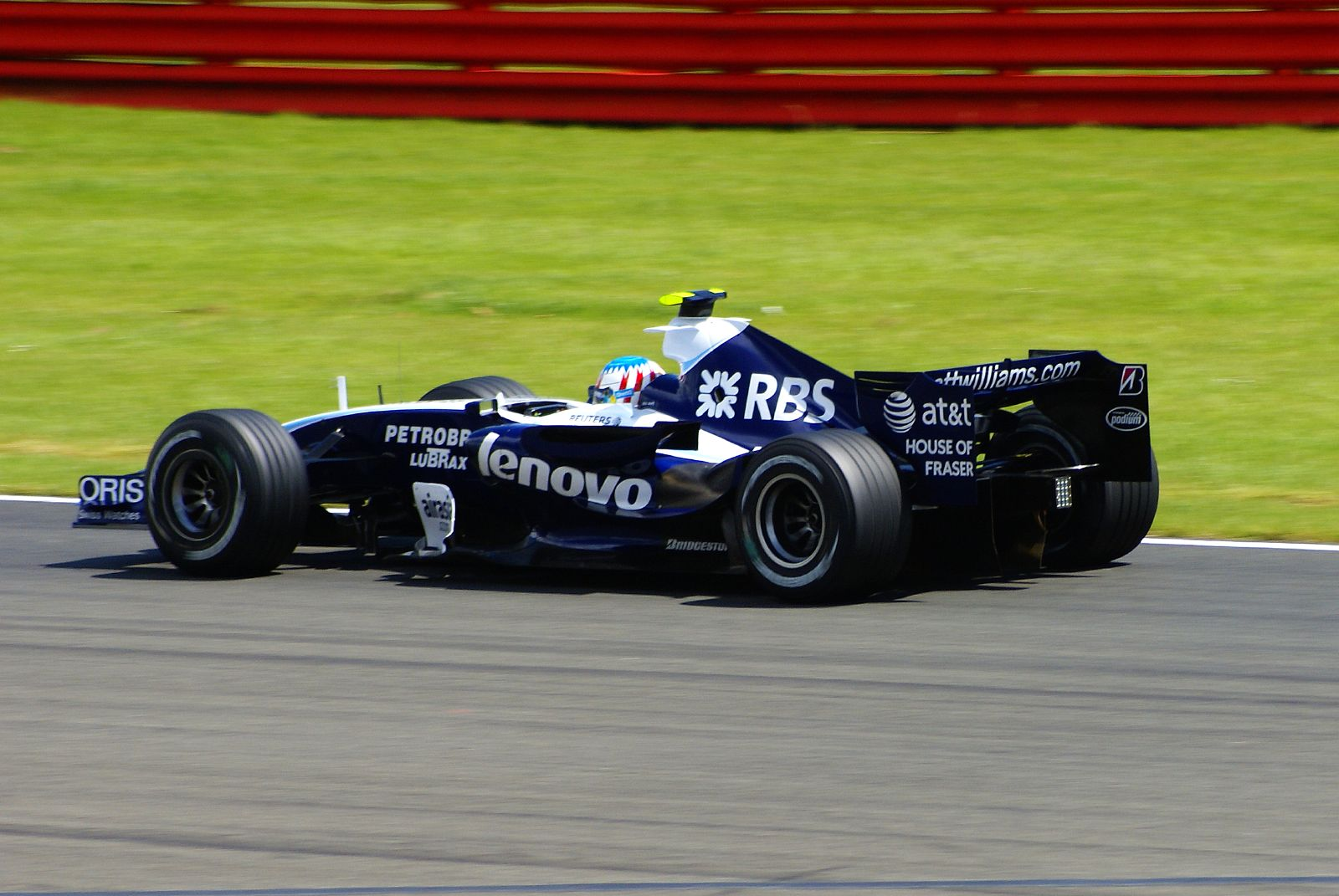
Alex Wurz při Grand Prix Velké Británie.
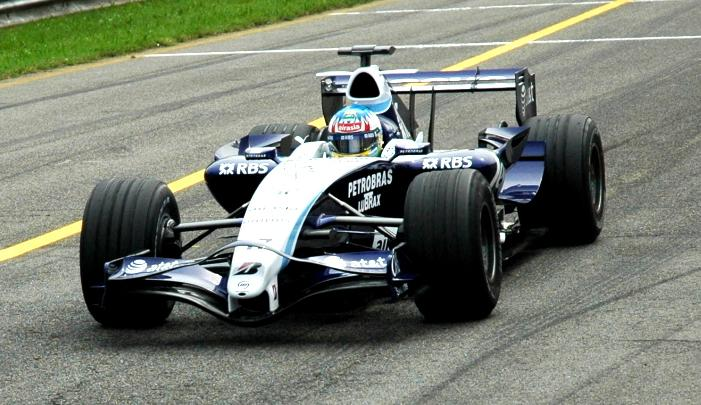
Alex Wurz při testech v Monze.
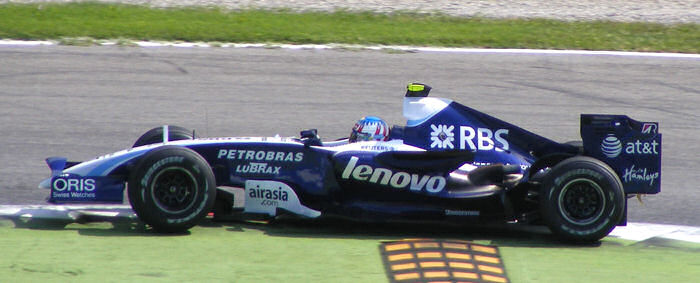
Alex Wurz při Grand Prix Itálie.